# 68947 Brunofunk
68947 Brunofunk è un asteroide della fascia principale. Scoperto nel 2002, presenta un'orbita caratterizzata da un semiasse maggiore pari a 2,7685780 UA e da un'eccentricità di 0,0772619, inclinata di 2,91929° rispetto all'eclittica.
L'asteroide è dedicato all'astronomo amatoriale tedesco Bruno Funk.